# Henry Bouquillard
Henry Bouquillard, né le 14 juin 1908 à Nevers et mort au combat au dessus de Londres le 11 mars 1941, est un aviateur français, Compagnon de la Libération (Nota : son prénom de naissance, Henry est parfois épelé Henri par erreur).

## Biographie
L'une des premières figures des Forces aériennes françaises libres, Bouquillard, rejoint l'Angleterre en juillet 1940. Intégré au 245th Squadron, il prend part à la Bataille d'Angleterre où il obtient deux victoires homologuées. Il est abattu au-dessus de Londres le 11 mars 1941, avant d'avoir appris sa nomination au grade de sous-lieutenant.
Bouquillard avait rejoint clandestinement l'Angleterre au départ de Casablanca et à destination de Glasgow. Un voyage qui dura 17 jours à bord du cargo britannique Oakrest, qui transportait un contingent de troupes polonaises d'Afrique du Nord et, parmi les autres Français qui rejoignaient De Gaulle, Romain Gary. Ce dernier rend d'ailleurs hommage à son compagnon Bouquillard dans La Promesse de l'aube : « Il n'a pas sa rue à Paris mais pour moi, toutes les rues de France portent son nom ».

## Décorations
Il est reconnu « Mort pour la France ».

### France
- Chevalier de la Légion d'honneur[2];
- Compagnon de la Libération par décret du 29 janvier 1941[2];
- Croix de guerre 1939-1945 avec deux palmes[2];
- Médaille de la Résistance française par décret du 11 mars 1947[3].
- Médaille commémorative française de la guerre 1939-1945 avec agrafe France et Grande-Bretagne[2] ;
- Médaille commémorative des services volontaires dans la France libre[2].

### Royaume-Uni
- 1939-45 Star[2];
- Air Crew Europe Star[2];
- War Medal 1939-1945[2].